# Shanghai ATP Masters 1000 2013
Shanghai Rolex Masters 2013 — профессиональный теннисный турнир, в 5-й раз проводившийся в Шанхае, Китай на открытых кортах с покрытием типа хард. Турнир имеет категорию ATP 1000. Соревнования были проведены с 6 по 13 октября.
Прошлогодними чемпионами являются:
- Одиночный турнир —  Новак Джокович
- Парный турнир —  Леандер Паес /  Радек Штепанек.

## Соревнования

### Одиночный турнир
Новак Джокович обыграл  Хуана Мартина дель Потро со счётом 6-1, 3-6, 7-6(3).
- Джокович выигрывает 5й титул в сезоне и 39й за карьеру в основном туре ассоциации. Он защитил свой прошлогодний титул.
- дель Потро уступил все три своих финала на соревнованиях серии Masters.

### Парный турнир
Иван Додиг /  Марсело Мело обыграли  Фернандо Вердаско /  Давид Марреро со счётом 7-6(2), 6-7(6), [10-2].
- Додиг выигрывает дебютный парный титул в основном туре ассоциации.
- Мело выигрывает 2й парный титул в сезоне и 12й за карьеру в основном туре ассоциации.